# Nathalie Cook
Nathalie Cook (ou Natalie Cook ou Natalie Clarke, née en 1976 à Berkshire, en Angleterre) est un mannequin britannique. Elle fut le modèle originel du personnage de Lara Croft. Il s'agissait alors d'incarner une héroïne virtuelle, puissante, intrépide et sexy de l'héroïne du jeu Tomb Raider.

## Biographie
Nathalie Cook fut le premier modèle officiel qui a fait la légende du jeu Tomb Raider de ECTS en 1996. Forte du succès de ce personnage mythique, elle apparait en 1997 dans plusieurs magazines et journaux en Angleterre. La notoriété de Nathalie Cook est restée relativement discrète car peu de gens du jeu, à l’époque, savaient qu’il s’agissait du premier modèle officiel en raison des rares promotions du modèle.
Nathalie Cook commence sa carrière de mannequin après des études secondaires. Originaire du Berkshire, elle et trois autres mannequins ont été recrutées par l'éditeur Eidos pour incarner les traits d'une héroïne totalement virtuelle dans le tout premier Tomb Raider présenté au salon ECTS de Londres en 1996. Nathalie Cook incarne également le personnage dans un spot publicitaire pour le lancement du jeu.
En 1997 elle s'illustre lors d'une séance de photos dédiée au personnage de Lara Croft, parue dans le magazine britannique PC Zone. Le magazine avait organisé un concours dont le premier prix serait « une soirée avec Lara Croft ». Si Katie Price, l'une des autres Lara présentée par le magazine, a acquis une relative célébrité, Nathalie Cook n'aura pas le même succès. Après avoir posé pour une marque de vêtements de sport, elle quitte définitivement les podiums à la fin des années 1990.